# Banco Agrícola da China
O Banco Agrícola da China (chinês simplificado: 中国农业银行; chinês tradicional: 中國農業銀行; pinyin: Zhongguo Nongye Yínháng; em inglês, Agricultural Bank of China, ABC) também conhecido como AgBank, é um dos quatro maiores bancos da República Popular da China (juntamente com o Banco Industrial e Comercial da China, o  Banco de Construção da China) e o Banco da China, que são também os maiores do mundo. Fundado em 1951, tem sede em Beijing (Pequim) e  filiais em toda a China continental, bem como no exterior (Hong Kong, Londres, Tokyo, Nova York, Frankfurt, Sydney, Seul e Singapura). Tem cerca de 320 milhões de clientes de varejo, 2,7 milhões de clientes corporativos e aproximadamente 24 mil agências. É o terceiro maior credor da China em ativos.
O ABC abriu o capital em meados de 2010, promovendo a maior oferta pública inicial (IPO) até então realizada e que só seria superada anos depois, por outra empresa chinesa, Alibaba.
Em 2011, ficou em oitavo lugar entre os  1000 maiores bancos do mundo; em 2015, foi classificado como a terceira maior empresa do mundo, na lista Global 2000, da Forbes Em 2017, ficou na quinta posição.

## História
Desde o  estabelecimento da República Popular da China, em 1949, o BAC foi criado e extinto várias vezes. Em 1951, dois bancos  estatais, Banco dos Agricultores da China e o Banco de Cooperação, fundiram-se para formar o Banco Agrícola de Cooperação, que seria o antecessor do BAC mas que acabou sendo incorporado ao Banco Popular da China (o banco central chinês), já em 1952. O primeiro banco com o nome de Banco Agrícola da China foi fundado em 1955, mas também foi incorporado pelo Banco Central, em 1957. Em 1963, o governo  chinês criou um outro banco agrícola que, dois anos depois, também seria incorporado ao banco central. O atual Banco Agrícola da China foi fundado em fevereiro de 1979 e foi reestruturado para formar uma holding denominada como Banco Agrícola da China Limitada.
Em abril de 2007 o BAC foi vítima do maior caso de desfalque contra um banco, em toda a história chinesa. Isso ocorreu quando dois gestores do banco em Hebei na província de Handan, subtraíram quase 51 milhões de yuans (USD $ 7,5 milhões) dos cofres do banco.
O BAC foi listado nas bolsas de valores de Xangai  e de Hong Kong, em julho de 2010.

## IPO 2010
O BAC foi o último dos quatro grandes bancos chineses a abrir o seu capital. Em 2010, ações A e ações H do Banco Agrícola da China foram listadas na Bolsa de Xangai e na bolsa de Hong Kong. Cada ação teve o custo fixado entre 2,7 RMB e 3.3 RMB. Cada ação H custava entre HK$ 2,88 e HK$ 3,48.